# 진신의 난
진신의 난(일본어: 壬申の乱)은 서기 672년에 일어난 고대 일본사 최대의 내란이다. 덴지 천황의 태자 오토모 황자에 맞서, 황제(皇弟) 오아마 황자가 지방 호족들을 규합해 반기를 든 사건. 일본 역사에서 예외적으로 반란을 일으킨 측이 승리한 내란이었으며, 사건이 일어났던 서기 672년이 간지로 임신년(壬申年)에 해당되므로 간지의 이름을 따서 '진신의 난'이라 부른다. 진신란(壬申亂)으로도 칭한다.

## 난의 경과
660년대 후반에 이르러 수도를 오미(近江)로 옮긴 덴지 천황은 원래 같은 어머니에게서 태어난 동생 오아마노 황자를 황태자로 세웠지만 덴지 10년 10월 17일(671년 11월 26일), 아들 오토모 황자를 태정대신(太政大臣)으로 삼고 그에게 정권을 승계할 의사를 보이기 시작했다. 그 뒤 덴지 천황은 병을 얻었고, 병상에 누운 덴지 천황 앞에 나아간 오아마는 오토모를 황태자로 추천하면서 스스로 출가를 신청해 요시노노미야(吉野宮, 지금의 일본 나라현 요시노)로 내려갔다. 덴지 천황은 오아마의 청을 받아 들였다.
12월 3일(672년 1월 10일)에 덴지 천황은 오미노미야에서 사망했다(향년46세). 뒤를 이은 오토모는 덴지 천황의 태자이자 태정대신이라는 직책과는 달리 당시 나이 24세로 아직 정치적 경험이 부족했다. 오아마는 이듬해 6월 24일(7월 27일)에 요시노를 출발해 이가, 이세를 거쳐 미노로 피신했다. 이미 이틀 전인 6월 22일(7월 25일), 오아마는 휘하의 사인(舍人)인 무라쿠니노 오요리(村國男依)·와니베노 기미테(和珥部君手)·무게쓰노 히로(身毛廣) 등의 세 사람을 먼저 미노로 보내놓은 뒤였다. 세 사람의 임무는 현지인 미노의 안파치바노 고오리(安八磨郡) 탕목령(湯沐令)으로 있던 오노 호무지(多品治)로 하여금 현지 군사들을 일으켜 오오아마를 지원하도록 하는 것이었다. 미노의 군사 3천 명이 투입되어 후와(不破)의 길은 봉쇄되었고, 이로써 오아마는 도카이도·도산도의 여러 쿠니로부터 군사를 동원할 수 있게 되었다. 25일에 따르는 사람 수십 명을 거느리고 이세의 스즈카노고오리(鈴鹿郡)에 들어갔는데, 이세노카미(守)인 미야케노 이와토코(三宅石床)와 스케(介) 미와노 코비토(三輪子首), 그리고 탕목령 다나카노 다리마로(田中足麻呂)·다카다노 니이노미(高田新家)를 만났다. 이후 스즈카 산의 길은 5백의 군사로 봉쇄되었고(이 5백의 군사는 이와토코 측이 거느리고 온 것으로 보인다), 오아마는 그곳에서 미노로 들어갔다.(이때 다리마로가 따랐는지 어떠했는지는 확실하지 않다)
미노에 들어와 도고쿠(東國)의 병력을 모은 오오아마는 7월 2일(8월 3일)에 군세를 수만 명씩 두 길로 나누어 하나는 오노 호무지와 함께 기노 아베마로(紀阿閉麻呂) · 미와노 고비토 · 오키소메노 우사기(置始菟)의 인솔 아래 이세의 산을 넘어 야마토(大和)로, 다른 하나는 오미로 곧장 진격하게 했다. 7월 2일, 야마토에서 고전하던 오토모노 후케이의 증원을 위해 미노에서 수만의 군이 출발했다. 다나카노 다리마로에게는 구라부(倉歷, 오미 국 고우가노 고오리 근처)의 이가와 쿠라부를 잇는 길을 지키게 하고, 그 후방에서는 오노 호무지가 3천의 군사로 다라노(莿萩野)에 주둔하라는 명이 떨어졌다. 미노에서부터 이세, 이가, 야마토에 들어오는 경로를 측면에서 수비할 목적이었다.
이에 오토모측 장수 다나베 고즈미(田辺小隅)는 가후카 산(鹿深山)을 넘어 7월 5일(8월 6일), 다리마로가 지키고 있던 구라부에 야습을 감행했다. 지키던 병사들은 패주하고 다리마로는 혼자 피신했다. 그 뒤 곧바로 다음날 다라노를 공격하려던 다나베 고즈미의 부대는 오오노 호무지의 공격으로 고즈미는 다시 혼자 살아서 도망쳤다. 이후 이가 방면에서 오토모측과의 전투는 벌어지지 않았다.
오미 조정(오토모 황자측)은 도고쿠와 기비(吉備), 쓰쿠시(筑紫)에 병력 동원을 명하는 사자를 파견했지만, 도고쿠에 보낸 사자는 오오아마측 군사의 방해를 받았고, 기비와 쓰쿠시에서는 현지의 총령(總領)들이 움직이지 않았다. 가까스로 인근의 구니로부터 병력을 모으고, 야마토에서 오오아마가 출발한 뒤 야마토노미야코(倭京, 아스카의 옛 수도)로 또 군사를 모았다. 호즈미노 모모타리(穂積百足) · 이오에(五百枝)와 모노노베노 히무카(物部日向)의 세 사람이 군사를 모을 사자로서 야마토노미야코로 파견되어, 현지의 유수사(留守司) 다카사카 왕(高坂王)과 함께 군사를 모으려 했지만, 오쓰노미야에 있던 오토모노 후케이(大伴吹負)와 야마토노 미야코의 또다른 유수사 사카노우에노 구마게(坂上熊毛)의 계략으로 지휘권을 빼앗겼다. 무기 수송의 임무를 맡고 있던 모모타리는 살해당하고, 남은 두 사람의 사자를 비롯해 다카사카 왕과 와카사 왕(稚狹王)까지 모두 후케이에게 항복했다.
후케이는 이후 서쪽과 북쪽에서 내습해오는 오미 조정의 군사들과 격전을 펼쳤고, 초반에는 오미 조정측의 우세로 후케이측은 종종 패주했지만 후케이는 거듭 군사를 재결집하여 마침내 적을 격퇴시킨다. 이윽고 미노에서 기노 아베마로(紀阿閉麻呂)가 지휘해 이끌고 온 원군과 합류해 곤경을 벗어났다. 오미 조정은 미노에도 군사를 보냈지만, 지도부 내에서 손발이 제대로 맞지 않아 혼란을 겪는 바람에 전진이 막혔다.
무라쿠니노 오요리 등의 지휘로 직진하던 오오아마측 군사들은 7월 7일(8월 8일), 오키나가(息長)의 요코가와(橫河)에서 오미 조정군과 벌인 본격적인 첫 전투 이후 승리를 거듭하면서 진격을 계속했다. 그리고 7월 22일(8월 23일)에 세타(瀨田) 다리의 싸움(지금의 일본 시가현 오쓰시 가라하시 정)에서 오미 조정군이 대패하고, 다음날인 7월 23일(8월 24일)에 오오토모 황자가 자결함으로써, 난은 막을 내렸다.
서기 673년2월, 오아마 황자는 새로 완성된 아스카기요미하라노미야(일본어: 飛鳥浄御原宮)에서 천황로 즉위했다. 수도는 오미에서 다시 아스카(지금의 일본 나라 현 다카이치군 아스카무라)로 옮겨졌으며, 또한 난의 전공자에 대한 논공행상과 질서 회복을 위한 새로운 제도의 구축, 즉 복제 개정 및 야쿠사노카바네(일본어: 八色姓)의 제정, 관위제도 개정 등을 통해, 덴무 천황은 형 덴지 천황보다 더 강력하게 중앙집권화를 진행시켜 나갔다.

## 난의 원인
임신의 난의 주요 원인으로 오늘날 몇 가지 설이 거론되고 있다.

### 황위계승 분쟁
덴지 천황은 천황으로 즉위하기 전, 나카노오에 황자(中大兄皇子) 시절 나카토미노 가마타리(中臣鎌足) 등과 모의해 을사의 변(乙巳の變)이라는 쿠데타를 일으켜, 어머니 고교쿠 천황(皇極天皇)의 양위로 그 자신이 천황이 되지 않고 가루 황자(經皇子)를 추천하였고(고토쿠 천황孝德天皇) 그 천황의 아래서 실권을 여전히 유지한 나카노오에는 결국 고토쿠 천황을 나니와노미야(難波宮)에 남겨둔 채 대부분의 왕족과 신하들을 거느리고 야마토노미야코(倭京)로 돌아오기에 이르렀고, 실의에 빠진 고토쿠 천황은 얼마 뒤 사망하고 그 아들인 아리마 황자(有間皇子)는 나카노오에에 의해 모반죄로 처형되었다. 또한 덴지 천황으로서 즉위한 뒤에도 그가 무리하게 진행시킨 여러 개혁, 그 중에서도 기존의 전통적인 왕위 계승 관례였던 동모형제 상속이 아닌 당나라의 제도를 모방한 적자(嫡子) 상속제(즉 오토모 황자로의 왕위 세습) 도입을 목표로 한 것은 동모형제였던 오아마 황자의 불만을 키우고 반대파 호족들이 오아마에게로 몰리게 했다. 당시의 왕위 계승은 모계 혈통이나 후비(后妃)의 지위도 부계만큼이나 중시되었기에 덴지 천황의 아들이긴 하지만 측실의 소생에 불과하다는 것은 오토모 황자의 약점이었다. 이러한 배경 속에서 오아마 황자의 왕위 계승을 지지하는 세력이 형성되었고 절대적 권력을 자랑하던 덴지 천황의 죽음으로 줄곧 억눌려 있던 반대파의 반발이 터져나온 것이 임신의 난으로 이어졌다는 것이다.

### 백강구 전투의 패배
즉위식도 미뤄가며 백제 부흥을 지원했던 덴지 천황은 663년 백제에 대한 대규모 파병을 단행하여 나 · 당 연합군과 전투를 벌이지만, 백강구 전투에서 패배하면서 모든 것은 대실패로 돌아갔다. 덴지 천황은 한국식 산성을 비롯한 각종 방어 시설을 겐카이나다(玄界灘)나 세토나이카이(瀬戸內海) 연안에 짓고, 백제로부터 망명해 온 유민들을 도고쿠로 이주시키고 수도를 나라 분지(奈良盆地)의 아스카에서 비와호(琵琶湖) 남단의 오미노미야로 옮겼다. 이러한 움직임은 호족이나 민중들에게 새로운 부담으로 다가왔다(오미노미야 천도 때에 빈발했던 화재는 천도에 불만을 품은 호족 내지 민중들의 분위기를 반영한 현상이었다고 여겨지기도 한다). 백강구 전투의 패배 이후 일본 국내의 정치 개혁은 신라와 당나라의 위협에 직접적으로 노출되었다는 위기의식(내지는 그것을 내세운 세력들의 국내적인 선동)과 맞물려 급진적으로 이루어져 모든 제도를 당풍(唐風)으로 바꾸려는 덴지 천황과 그에 맞선 수구파의 대립이 있었다는 설도 있는데, 이는 백강구 전투 이후 덴지 천황이 여러 차례 견당사(遣唐使)를 보냈던 것과는 달리 오아마 황자가 덴무 천황으로 즉위하고 다이호 율령(大寶律令)이 제정된 몬무 천황(文武天皇)의 치세인 702년까지 견당사를 보내지 않았던 점 등이 그 근거로 제시되고 있다.

### 누카타노오오키미(額田王)를 둘러싼 불화
《만요슈(万葉集)》에 수록된 누카타노오키미의 와카(和歌) 내용을 들어 덴지 천황과 오아마 황자가 누카타노오키미(額田王)라는 여성을 놓고 불화하게 된 것에서 임신의 난의 원인을 찾으려는 설도 있다. 에도 시대(江戶時代)의 반 노부토모(伴信友)가 주장한 것이다.

## 같이 보기
- 덴무 천황
- 고분 천황
- 덴지 천황
- 요시노